# Giải Locus cho truyện ngắn hay nhất
Giải Locus cho truyện ngắn hay nhất (tiếng Anh: Locus Award for Best Short Story) là một trong loạt giải Locus được tạp chí Locus thiết lập năm 1971 dành cho những truyện ngắn được bầu là hay nhất. Các tác phẩm được bầu chọn phải được xuất bản trong năm trước đó.

## Những tác phẩm đoạt giải
Dưới đây là danh sách các tác phẩm đoạt giải:
| Năm  | Truyện ngắn                                                                                  | Tác giả             |
| ---- | -------------------------------------------------------------------------------------------- | ------------------- |
| 1971 | "The Region Between"                                                                         | Harlan Ellison      |
| 1972 | "The Queen of Air and Darkness"                                                              | Poul Anderson       |
| 1973 | "Basilisk"                                                                                   | Harlan Ellison      |
| 1974 | "The Deathbird"                                                                              | Harlan Ellison      |
| 1975 | "The Day Before the Revolution"                                                              | Ursula K. Le Guin   |
| 1976 | "Croatoan"                                                                                   | Harlan Ellison      |
| 1977 | "Tricentennial"                                                                              | Joe Halderman       |
| 1978 | "Jeffty Is Five"                                                                             | Harlan Ellison      |
| 1979 | "Count the Clock that Tells the Time"                                                        | Harlan Ellison      |
| 1980 | "The Way of Cross and Dragon"                                                                | George R. R. Martin |
| 1981 | "Grotto of the Dancing Deer"                                                                 | Clifford D. Simak   |
| 1982 | "The Pusher"                                                                                 | John Varley         |
| 1983 | "Sur"                                                                                        | Ursula K. Le Guin   |
| 1984 | "Beyond the Dead Reef"                                                                       | James Tiptree, Jr.  |
| 1985 | "Salvador"                                                                                   | Lucius Shepard      |
| 1986 | "With Virgil Oddum at the East Pole"                                                         | Harlan Ellison      |
| 1987 | "Robot Dreams"                                                                               | Isaac Asimov        |
| 1988 | "Angel"                                                                                      | Pat Cadigan         |
| 1989 | "Eidolons"                                                                                   | Harlan Ellison      |
| 1990 | "Lost Boys"                                                                                  | Orson Scott Card    |
| 1991 | "Bears Discover Fire"                                                                        | Terry Bisson        |
| 1992 | "Buffalo"                                                                                    | John Kessel         |
| 1993 | "Even the Queen"                                                                             | Connie Willis       |
| 1994 | "Close Encounter"                                                                            | Connie Willis       |
| 1995 | "None So Blind"                                                                              | Joe Halderman       |
| 1996 | "The Lincoln Train"                                                                          | Maureen F. McHugh   |
| 1997 | "Gone"                                                                                       | John Crowley        |
| 1998 | "Itsy Bitsy Spider"                                                                          | James Patrick Kelly |
| 1999 | "Maneki Neko"                                                                                | Bruce Sterling      |
| 2000 | "macs"                                                                                       | Terry Bisson        |
| 2001 | "The Missing Mass"                                                                           | Larry Niven         |
| 2002 | "The Bones of the Earth"                                                                     | Ursula K. Le Guin   |
| 2003 | "October in the Chair"                                                                       | Neil Gaiman         |
| 2004 | "Closing Time"                                                                               | Neil Gaiman         |
| 2005 | "Forbidden Brides of the Faceless Slaves in the Nameless House of the Night of Dread Desire" | Neil Gaiman         |
| 2006 | "Sunbird"                                                                                    | Neil Gaiman         |
| 2007 | "How to Talk to Girls at Parties"                                                            | Neil Gaiman         |
| 2008 | "A Small Room in Koboldtown"                                                                 | Michael Swanwick    |
| 2009 | "Exhalation"                                                                                 | Ted Chiang          |
| 2010 | "An Invocation of Incuriosity"                                                               | Neil Gaiman         |
| 2011 | "The Thing About Cassandra"                                                                  | Neil Gaiman         |
| 2012 | "The Case of Death and Honey"                                                                | Neil Gaiman         |
| 2013 | "Immersion"                                                                                  | Aliette de Bodard   |